# Kate Luyben
Kate Luyben, née le 30 juin 1972, est une actrice canadienne.

## Filmographie partielle

### Au cinéma
- 1998 : Le Fils du diable (aussi L'Enfant du mal) (Misbegotten) : Myrna Casey
- 2000 : Cruelle Vérité (The Giving Tree) : Vanilla / Paula
- 2000 : Shanghai Kid (Shanghai Noon) : Fifi
- 2000 : My 5 Wives : Virginia
- 2003 : Intolérable Cruauté (Intolerable Cruelty) : Santa Fe Tart
- 2004 : Going the Distance : Joséphine
- 2004 : Wait
- 2005 : Bad News Bears : Daisy
- 2005 : 40 ans, toujours puceau (The 40 Year Old Virgin) : la femme qui achète des cassettes vidéo
- 2006 : Dead in the Water : Monica
- 2008 : Semi-pro : Staci Moon
- 2009 : Miss March de Zach Cregger et Trevor Moore : Mrs. Biederman
- 2012 : Frankie Go Boom : Dharma
- 2014 : The Big Bad City : Bo